# Сенце (община Маврово и Ростуше)
 Тази статия е за селото в Северна Македония.  За селото в България вижте Сенце.  
Сенце (на македонска литературна норма: Сенце; на албански: Senca, Сенца) е село в Северна Македония, в община Маврово и Ростуше.

## География
Селото е разположено в областта Горна Река високо в северните поли на Чаушица над река Радика.

## История
В началото на XIX век Сенце подобно на останалите села в Горна река е в активен процес на албанизация. В 1852 година жители на Сенце подкрепят издаването на „Утешение грешним“ на Кирил Пейчинович, а в 1844 година Зосим Лазарев и Петър Хаджибилбилев от Сенце подкрепят финансово издаването на „Первоначална наука за должностите на человека“.
В XIX век Сенце е разделено в конфесионално отношение албанско село в Реканска каза на Османската империя. В „Етнография на вилаетите Адрианопол, Монастир и Салоника“, издадена в Константинопол в 1878 година и отразяваща статистиката на населението от 1873 година, Санце (Santzé) е посочено като село със 100 домакинства, като жителите му са 72 албанци мюсюлмани и 207 албанци православни. Според статистиката на Васил Кънчов („Македония. Етнография и статистика“) в 1900 Сенце има 195 жители арнаути християни и 120 арнаути мохамедани.
На Етнографската карта на Битолския вилает на Картографския институт в София от 1901 година Сенце е чисто албанско, но смесено православно-мюсюлманско село в Реканската каза на Дебърския санджак с 38 къщи.
Според митрополит Поликарп Дебърски и Велешки в 1904 година в Сенце има 19 сръбски къщи. По данни на секретаря на Българската екзархия Димитър Мишев („La Macédoine et sa Population Chrétienne“) в 1905 година християнското население на Селце се състои от 108 албанци и в селото има българско училище.
Албанците християни са привлечени от сръбската пропаганда и според статистика на вестник „Дебърски глас“ в 1911 година в Сенце има 28 албански патриаршистки и 12 албански мюсюлмански къщи.
Според преброяването от 2002 година селото има 21 жители.
| Националност     | Всичко |
| северномакедонци | 5      |
| албанци          | 15     |
| турци            | 0      |
| роми             | 0      |
| власи            | 0      |
| сърби            | 0      |
| бошняци          | 1      |
| други            | 0      |

## Личности
Родени в Сенце
- Саво Георгиев, български революционер от ВМОРО, четник на Георги Тодоров[9]